# Матильда ди Шабран
«Матильда ди Шабран, или Красота и железное сердце» — опера-семисериа (melodramma giocoso) итальянского композитора Джоаккино Россини в двух актах. Также ставилась под названием «Коррадин» (Corradino).
Первое представление состоялось в римском театре Аполлона 24 февраля 1821 года; дирижировал Никколо Паганини. Автором были подготовлены отдельные редакции для Неаполя (премьера 11.11.1821) и Вены (07.05.1822). 

## История создания
Либретто написано Ферретти на основе оперы спасения Э.-Н. Мегюля «Фросина и Корадин, или Исправленный тиран» (1790). Другим источником для либреттиста послужила пьеса Монвеля «Матильда».
Премьера состоялась 24 февраля 1821 года в римском театре Аполлона. Вместо заболевшего Джованни Болло дирижёром выступил друг Россини — Паганини. В том же 1821 году, 11 ноября, Россини готовит версию оперы для постановки в Неаполе.

## Действующие лица
- Коррадин(о) по прозвищу Железное Сердце — тенор
- Матильда ди Шабран — сопрано
- Эдоардо — контральто
- Раймондо Лопес, отец Эдоардо — бас
- Алипрандо, врач — баритон
- Исидоро, поэт — бас
- Графиня д’Арко — меццо-сопрано
- Джинардо, хранитель башни — бас
- Эгольдо, глава крестьян — тенор
- Родриго, глава стражи — тенор
- Удольфо, тюремщик — без пения

## Сюжет
Феодальные времена в Испании. В первом акте группа крестьян приходит в замок Коррадино с припасами, но стражник Гинардо и врач Алипрандо пугают их, рассказывая о жестокости хозяина — тот ненавидит женщин и угрожает смертью нарушителям границ его владений. Испуганные крестьяне убегают. Поэт Исидоро, надеясь на гостеприимство, также появляется у замка, но Коррадино, встретив его, бросает в темницу за «нарушение границ». 
Сердце жестокосердного Коррадино пытается смягчить прекрасная Матильда — дочь погибшего воина. Её дерзость очаровывает тирана, но вызывает ревность у его невесты — графини д’Арко. Когда к замку приближаются войска врага,  Раймондо, Коррадино уходит на битву, поручив замок Матильде. Та пытается пробудить в нём жалость к пленному сыну Раймондо — Эдуардо, но лишь разжигает ревность.
Во втором акте в центре внимания оказывается графиня д’Арко, которая, пока жених сражается, подкупает стражу, чтобы освободить Эдуардо и возложить вину за его побег на Матильду. По возвращении с поля боя Коррадино обнаруживает побег и, найдя подложное любовное письмо от Эдуардо к Матильде, приговаривает её к смерти. Все, кроме графини, в ужасе. 
Когда Исидоро приносит новости о смерти Матильды, графиня ликует, а Коррадино, охваченный раскаянием, решает покончить с собой. В последний момент появляется Эдуардо, чтобы раскрыть заговор графини, которая подделала письмо и организовала его побег.
В финале Эдуардо приводит Матильду в замок. Выясняется, что известие о её смерти было ложным. Коррадино просит прощения и клянётся забыть о былом женоненавистничестве. Матильда в обмен на милость требует от него доказательств его милосердия. Коррадино мирится с Раймондо, отпускает пленных. После разоблачения своих интриг графиня покидает замок. Оперу завершает триумфальный хор: «Женщины рождены, чтобы побеждать и царствовать».